# Eupelmus flavipes
Eupelmus flavipes är en stekelart som beskrevs av Cameron 1883. Eupelmus flavipes ingår i släktet Eupelmus och familjen hoppglanssteklar. Inga underarter finns listade i Catalogue of Life.